# Metaphycus tricinctus
Metaphycus tricinctus är en stekelart som först beskrevs av Girault 1932.  Metaphycus tricinctus ingår i släktet Metaphycus och familjen sköldlussteklar. Inga underarter finns listade i Catalogue of Life.